# Fernando Bermúdez de Castro
Fernando Bermúdez de Castro (la Corunya, 1923 - 1999) fou un advocat i escriptor gallec en castellà, guanyador del Premi Planeta de 1958.
Llicenciat en dret i opositor a tècnic comercial de l'Estat, el 1956 va presentar la novel·la Un hombre con el látigo al Premi Nadal de novel·la. La seva única incursió en la literatura va ser Pasos sin huellas, escrita en 1958 i que relata la història d'amor entre un estudiant espanyol i una noia francesa a Londres. Amb aquesta obra va guanyar el Premi Planeta de 1958, any en què va quedar segona la ciudad amarilla de Julio Manegat. Després de guanyar el premi va manifestar que no tornaria a escriure més. No se li coneixen més obres. Posteriorment visqué a Viveiro.